# میرزا سید حسن
نواب میرزا سید حسن خلیفه سلطانی فرزند سیدعلاءالدین حسین مرعشی (خلیفه سلطان) و جان آغا بیگم دختر شاه عباس بود.
او در سال ۱۶۳۲ میلادی همراه با سه برادر دیگرش توسط شاه صفی که برای ادامه سلطنت از جانب خاندان صفوی احساس خطر می‌کرد، کور شد. او به این دلیل نتوانست به مقام برسد. گرچه او به یکی از برجسته‌ترین عالمان زمان خود تبدیل شد. او با زبیده خانم دختر شاه سلیمان یکم و خواهر شاه سلطان حسین ازدواج کرد.